# بقعه شاهزاده قاسم
بقعه شاهزاده قاسم مربوط به دوره صفوی است و در شهرستان تایباد، روستای مشهدریزه واقع شده و این اثر در تاریخ ۲۹ تیر ۱۳۷۷ با شمارهٔ ثبت ۲۰۷۶ به‌عنوان یکی از آثار ملی ایران به ثبت رسیده است.